# Juan Tejeda
Juan Guillermo Tejeda Oliva (Mulchén, 24 de junio de 1916– Santiago, 6 de octubre de 1972) fue un escritor chileno. Periodista de profesión, cultivó el teatro y la prosa (cuentos y novelas), alcanzando valiosas distinciones. 

## Primeros años de vida
Fue hijo de Francisco Antonio Tejeda Escobar, que fue empresario y gobernador de Mulchén, así como colaborador en la prensa de esa ciudad; y de Ana Rita Oliva Godoy. 
El diputado Luis Tejeda fue su hermano, y el poeta Eduardo Anguita, su cuñado, casado con su hermana Alicia. Estudió en el Instituto Nacional de Santiago y se licenció en Historia en la Universidad de Chile.
Casado con Marina Marshall Silva tuvo dos hijos, Juan Guillermo Tejeda Marshall y María Ester Tejeda Marshall. 

## Vida pública
Frecuentó los círculos de la bohemia santiaguina donde se congregaban artistas e intelectuales: el Café Miraflores, el Bar La Bahía, entre otros. Gozador de la buena comida, era también asiduo del Círculo Valdiviano o del Club Español. Fue amigo o simpatizó con personajes como Joaquín Edwards Bello, Luis Rivano, Ana González, Braulio Arenas, Antonio Romera, el poeta Eduardo Molina, Enrique Lafourcade, Juana Lecaros, Arturo Godoy, Isidora Aguirre, Iván Vial, Alfredo Lieux, Camilo Pérez de Arce, Carmen Hamel, Tito Mundt, Alejandro Jodorowsky, Patricio Guzmán, etc. Trabajó también en publicidad, en las agencias Storandt y Taurus, junto a Günther Rausch y Mauricio Amster.
Fue un hombre de amplia cultura intelectual y artística, aficionado al jazz, al tango y a la música clásica, atento a la política, al teatro y al arte contemporáneo. Sus autores favoritos eran Voltaire, Proust, Thomas Mann, Dostoievski, Gógol, Aldous Huxley, Stefan Zweig, Francisco Antonio Encina, y también Julio Verne o Simenon. En una de las visitas del poeta ruso Yevgueni Yevtushenko le hizo de cicerone durante una tarde por Santiago. Fue un caricaturista de gran soltura, ilustrando ocasionalmente sus propios artículos con esos dibujos a pluma. Con su Rolleicord realizó también gran cantidad de fotos en blanco y negro, retratos, experimentos, paisajes urbanos y registros familiares.
Poseía gran sentido del humor que lo trasmitió en sus novelas, cuentos, obras de teatro y crónicas que publicó en la prensa con el seudónimo de Máximo Severo. Colaboró en diversos medios, entre ellas el diario La Nación, de cuyo suplemento literario fue director; la revista Topaze y las radios Portales de Santiago y Minería.

## Obras
- Miedo ante el paisaje (cuento publicado en Antología del verdadero cuento en Chile, 1938).
- Fantasmas necesarios, novela para tímidos (1949).
- Arte de magia.
- Robar no cuesta nada.
- Buen hombre.
- Malversación del alma.
- Cuentos de mi escritorio (1967).
- Cuentos de la Selva.
- Sea breve (1952).